# 비올라 암헤르트

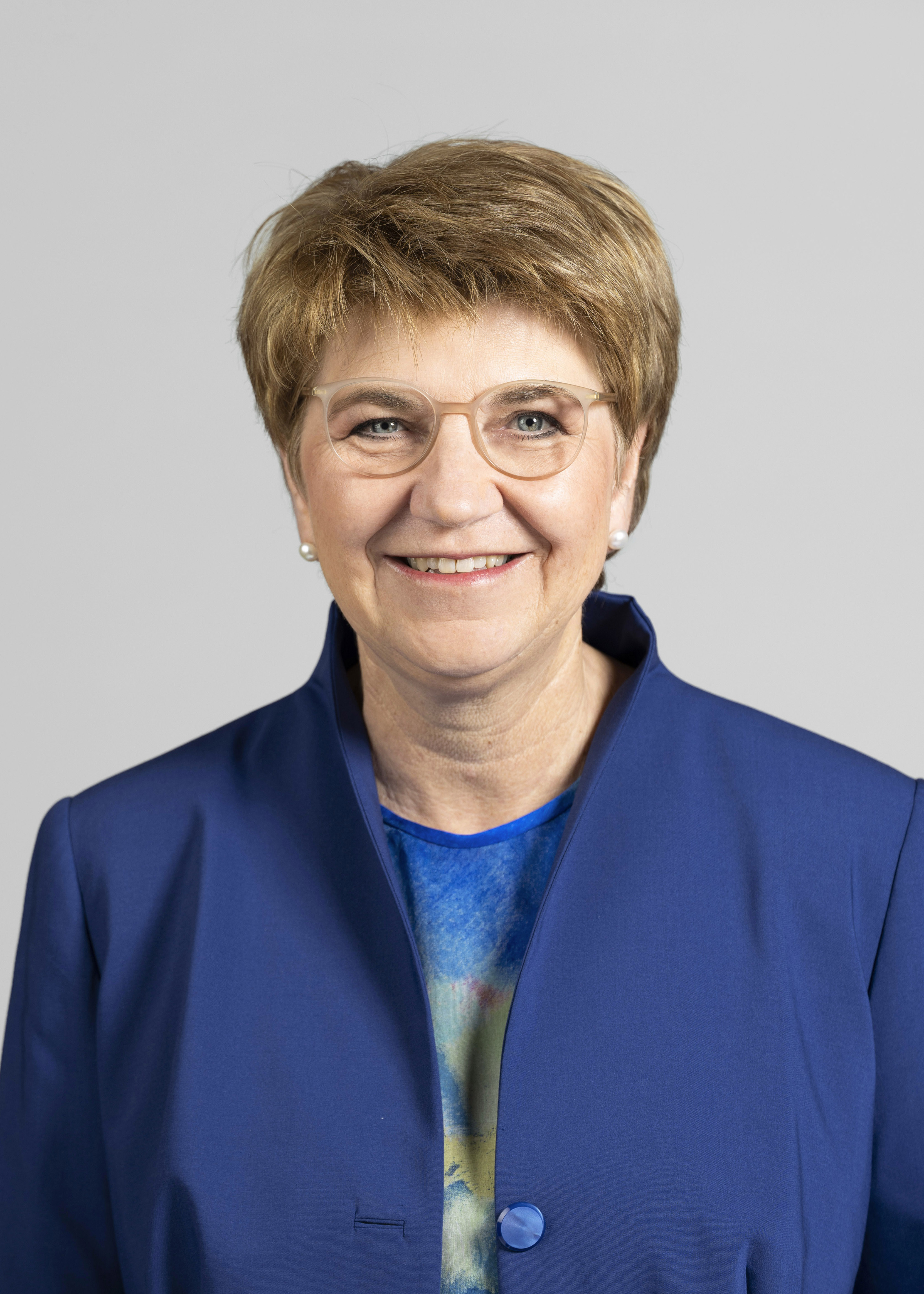
2024년 공식 초상화

비올라 암헤르트(Viola Amherd, 본명: 비올라 패트리샤 암헤르트, Viola Patricia Amherd, 1962년 6월 7일 ~ )는 2019년부터 스위스 연방 의회 의원, 1월 1일부터 2024년 스위스 연방대통령을 맡은 스위스 정치인이다. 연방 국방부, 시민 보호 및 스포츠 부서의 수장이다. 암헤르트는 스위스 보수민주당(BDP/PBD)과 합병되었는데 2021년에 더 센터(The Center, DM/LC)를 구성하기 전에는 스위스 기독교민주인민당(CVP/PDC)의 회원이었다.